# MaXXXine マキシーン
『MaXXXine マキシーン』（原題：MaXXXine）は、2024年制作のアメリカ合衆国のホラー映画。
『X エックス』『Pearl パール』に次ぐ3部作の完結編で、『X エックス』の後日譚となる。前2作に続き、タイ・ウェスト監督、ミア・ゴス主演（兼・製作）。R15+指定。

## ストーリー
テキサスでの凄惨な猟奇的殺人事件から6年後のロサンゼルス。ナイトストーカー殺人事件の渦中、マキシーン・ミンクス・ミラーは新作ホラー映画『ピューリタンII』の主役のオーディションに合格する。これまでの出演作はすべて成人映画だったにもかかわらずだ。友人のレオンと同僚のアンバー・ジェームズにその知らせを伝えると、アンバーはマキシーンをハリウッドヒルズのパーティーに誘うが、彼女は断る。マキシーンが副業であるライブのぞき見ショーの仕事に出かけると、革の服を着た謎の人物が怒りの表情でそれを見ていた。
彼女は別のアダルトエンターテイナー、タビー・マーティンと出会い、彼もまたアンバーが言っていたパーティーに誘うが、マキシーンはまたも断る。帰宅途中、バスター・キートンに扮した人物に尾行され、路地裏で飛び出しナイフを振りかざして追い詰められる。マキシーンは彼に銃を突きつけ、服を脱がせ、口に銃を押し付けてフェラチオを強要し、ブーツで踏みつけ睾丸を潰す。
革の服を着た人物は、警察の証拠として、マキシーンと今は亡き友人たちが6年前に作ろうとしていたアダルトビデオのVHSテープを残して去っていく。それを見たマキシーンは、混乱するレオンにその出所を尋ねる。一方、ハリウッド・ヒルズでは、アンバーとタビーが殺害され、その体に悪魔のシンボルの烙印が押される。
マキシーンは私立探偵のジョン・ラバットに会うよう誘われるが、ラバットは、雇い主と会わなければ過去の犯罪が明るみに出るだろうと告げる。そして、その夜遅くにスターライト・ドライブの特定の住所に出頭しなければ、報復を受けると告げる。ロサンゼルス市警のウィリアムズ刑事とトーレス刑事は、タビーとアンバーについてマキシーンに尋問するが、彼女は答えようとしない。その後、マキシーンはラバットが尾行しているのに気づき彼を襲撃し、近づくなと警告する。
マキシーンはエージェントのテディ・ナイトに秘密を打ち明け、ナイトは彼女を助けることに同意する。ラバットの要求を無視し、マキシーンは『ピューリタンII』の脚本の勉強を始める。一方、レオンはビデオ店で革の服を着た謎の人物に惨殺される。『ピューリタンII』のセットで、マキシーンは前作の主演女優モリー・ベネットと出会い、ハリウッド・ヒルズで似たようなパーティーがあったと聞かされる。
その後まもなく、前日にマキシーンに襲われたことに激怒したラバットは、ユニバーサル・スタジオの敷地内で銃を手に彼女を追いかけるが、警備員に捕まり連行される。マキシーンはラバットを騙して尾行させ、その間にナイトと友人のシェパード・トゥレイと共にラバットを待ち伏せし、車内に閉じ込めて廃品置き場のコンプレッサーで潰してしまう。
マキシーンはラバットから教えられた住所を訪ね、ハリウッド・ヒルズの一軒家へと辿り着く。スーツケースの中にバラバラになったモリーの遺体を発見し、殺人事件は疎遠の父親であるテレビ伝道師兼カルト信者のアーネスト・ミラー神父が、彼の教会の原理主義的な信者たちの協力を得て犯行に及んだことを知る。ミラー牧師は、ハリウッドの罪深く腐敗した本質を暴くためのスナッフフィルムを作るため、彼と信者たちが殺人事件を撮影していたことを明かす。
まだ娘を「救える」と考えたミラー牧師は、信者たちにマキシーンを木に縛り付けさせ、即席の悪魔祓いをさせ、その様子を撮影する。儀式はトーレス刑事とウィリアムズ刑事によって妨害され、銃撃戦が勃発。ミラーの仲間は殺害され、ミラー自身も負傷する。マキシーンが脱出する間もなく、ミラーを追う刑事たちが致命傷を負う。ショットガンを手にしたマキシーンは、ついにハリウッドサインで父親と対峙するが、警察のヘリコプターに邪魔される。
マキシーンは、父親の逃亡を阻止する手助けをしたことで名声を博し、映画『ピューリタンII』のプレミア上映に出席し、インタビューで同作の監督エリザベス・ベンダーが自身の伝記映画を監督することを明かすという、有名人になった自分を思い描く。現実に戻った彼女は、父親を撃ち殺し、「父は自分に必要なものを与えてくれた。私は、自分にふさわしくない人生を受け入れるつもりはない」と告げる。1ヶ月後、マキシーンは成功が永遠に続くことを願いながら、『ピューリタンII』の撮影を続ける。

## キャスト
マキシーン・ミンクス
演 - ミア・ゴス
ジョン・ラバト
演 - ケヴィン・ベーコン
私立探偵。
エリザベス・ベンダー
演 - エリザベス・デビッキ
映画監督。
モリー・ベネット
演 - リリー・コリンズ
俳優。
レオン
演 - モーゼス・サムニー
ビデオ屋店長。
テディ・ナイト
演 - ジャンカルロ・エスポジート
事務所社長。
ウィリアムズ刑事
演 - ミシェル・モナハン
トレス刑事
演 - ボビー・カナヴェイル
タビー・マーティン
演 - ホールジー
TBA
演 - ソフィー・サッチャー
演 - トビー・ハス